# Zend Technologies
Zend Technologies Ltd. est l'entreprise dont le domaine de compétences est la professionnalisation et l'industrialisation du langage PHP.

## Histoire
Les fondateurs de Zend Technologies, Zeev Suraski et Andi Gutmans, ont commencé à travailler sur PHP en 1997 lorsqu’ils ont créé une nouvelle implémentation de PHP, basée sur son prédécesseur PHP2/FI, créé par Rasmus Lerdorf. Cette implémentation a donné naissance à PHP3, qui a révolutionné le monde PHP et jeté les bases de ce qu’allait devenir le langage tel qu'il est connu de nos jours. En 1999, Zeev et Andi ont grandement amélioré le moteur de script de PHP4 nommé « Zend Engine ». La performance, la fiabilité et l’extensibilité de ce nouveau moteur a permis à PHP de devenir le langage web côté serveur le plus courant.
En 1999, Zeev et Andi ont fondé Zend Technologies - le nom Zend est un mot-valise formé des deux prénoms ZEev et aNDy - société à fonds issus du capital risque, avec pour objectif l’industrialisation de PHP. Grâce à ces ressources supplémentaires, ils ont continué à développer l’écosystème PHP. L’adoption de PHP par des entreprises importantes, la participation croissante de la communauté et les millions de sites web utilisant PHP ont marqué les années suivantes. En 2004, Zend a accompagné la mise sur le marché de la version 5 de PHP, avec des fonctionnalités supplémentaires – un modèle objet très largement amélioré, le support natif d’XML, une plus grande rigueur des pratiques de sécurité et un accès aux bases de données optimisé - nécessaires au développement d’applications stratégiques et professionnelles.
L’adoption de PHP se poursuit sans cesse : en 2008, plus de 100 contributeurs issus de différentes sociétés maintiennent PHP (plus de 500 si on compte toutes les extensions). Plus de 4 millions de développeurs utilisent PHP pour créer des applications web dynamiques.
Zend Technologie est considérée comme l'interface institutionnelle de PHP. La PHP Company fournit des produits dédiés au développement et à la mise en production d'applications PHP ainsi que des services professionnels (audits, conseils et formations) qui accompagnent les entreprises dans la création de pôles d'excellence PHP.

### Certification PHP 5 Zend
La communauté PHP a laissé à Zend le soin de gérer la certification PHP 5 qui permet de distinguer le niveau d'excellence d'un développeur PHP. Les questions et réponses de cette certification sont rédigées par un panel d'experts reconnus par la communauté. Les développeurs qui obtiennent la certification deviennent ZCE et peuvent apposer le logo ZCE sur leur site personnel et sur leur CV. Ceci leur permet de mettre en avant leur compétence PHP.

## Certification Zend Framework
Zend propose depuis septembre 2008 la certification Zend Framework qui permet de distinguer le niveau d'excellence d'un développeur utilisant le framework de Zend. Les développeurs qui obtiennent la certification deviennent alors ZFCE et peuvent apposer le logo ZFCE sur leur site personnel et sur leur CV. Ceci leur permet de mettre en avant leur compétence dans l'utilisation du Zend Framework. Un panel d'expert est également à la source des questions et des réponses posées lors de l'examen.

## Produits
[non neutre]
Zend Server
Zend Server est un serveur d'applications Web conçu pour faire fonctionner et gérer des applications PHP critiques en production et en développement.
Zend Server Community Edition
Zend Server Community Edition était un serveur d'applications Web gratuit, une version "light" de Zend Server. Il s'agissait d'un produit supporté par une communauté via forum. Il permettait  de développer et faire fonctionner des applications PHP.
Zend Studio
Zend Studio est un environnement de développement intégré (IDE) pour les applications PHP qui offre des fonctionnalités d'édition de code, de débogage, de refactoring, le support des tests unitaires et la possibilité de développer la partie back-end en PHP des applications mobiles.
Zend Guard
Zend Guard permet de chiffrer les applications PHP et de gérer les licences afin de protéger la propriété intellectuelle de leurs auteurs.

## Projets Open Source
Zend Framework
Zend Framework est un framework à licence libre, orienté objet et écrit en PHP 5 disponible sous licence new BSD.
PDT
Le projet PDT (PHP Development Tools) est une initiative de IBM et Zend. Il s'agit d'un IDE PHP destiné à être utilisé sur la plateforme Eclipse.